# Lagerstroemia parviflora
Lagerstroemia parviflora är en fackelblomsväxtart som beskrevs av William Roxburgh. Lagerstroemia parviflora ingår i släktet Lagerstroemia och familjen fackelblomsväxter. Inga underarter finns listade i Catalogue of Life.

## Bildgalleri

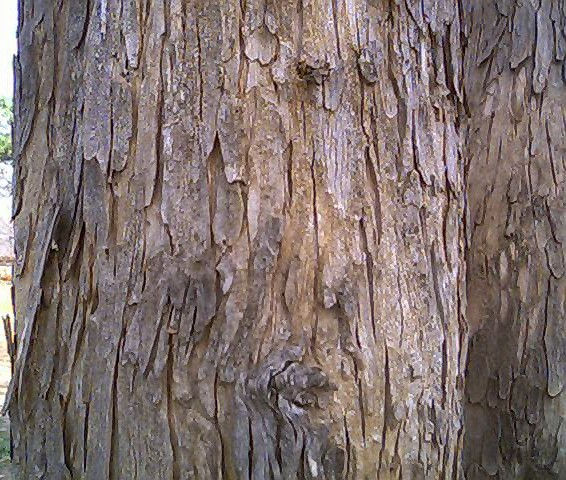
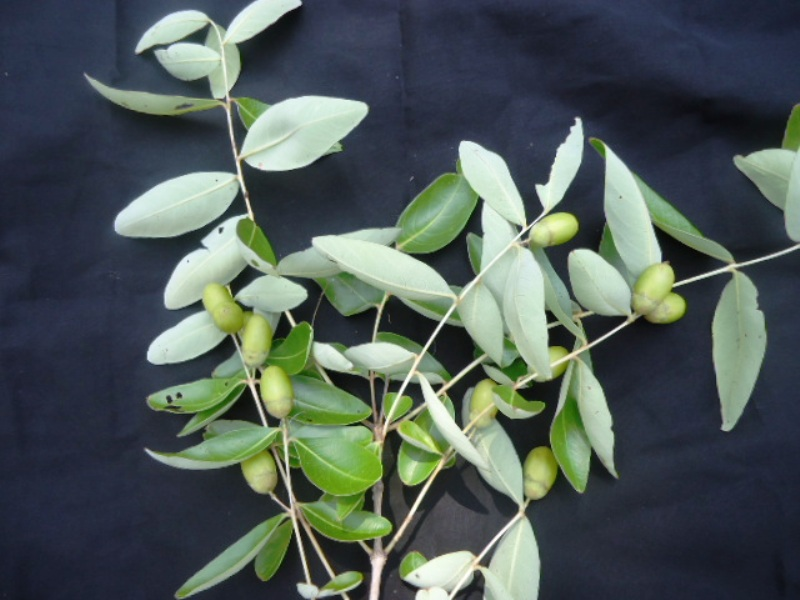
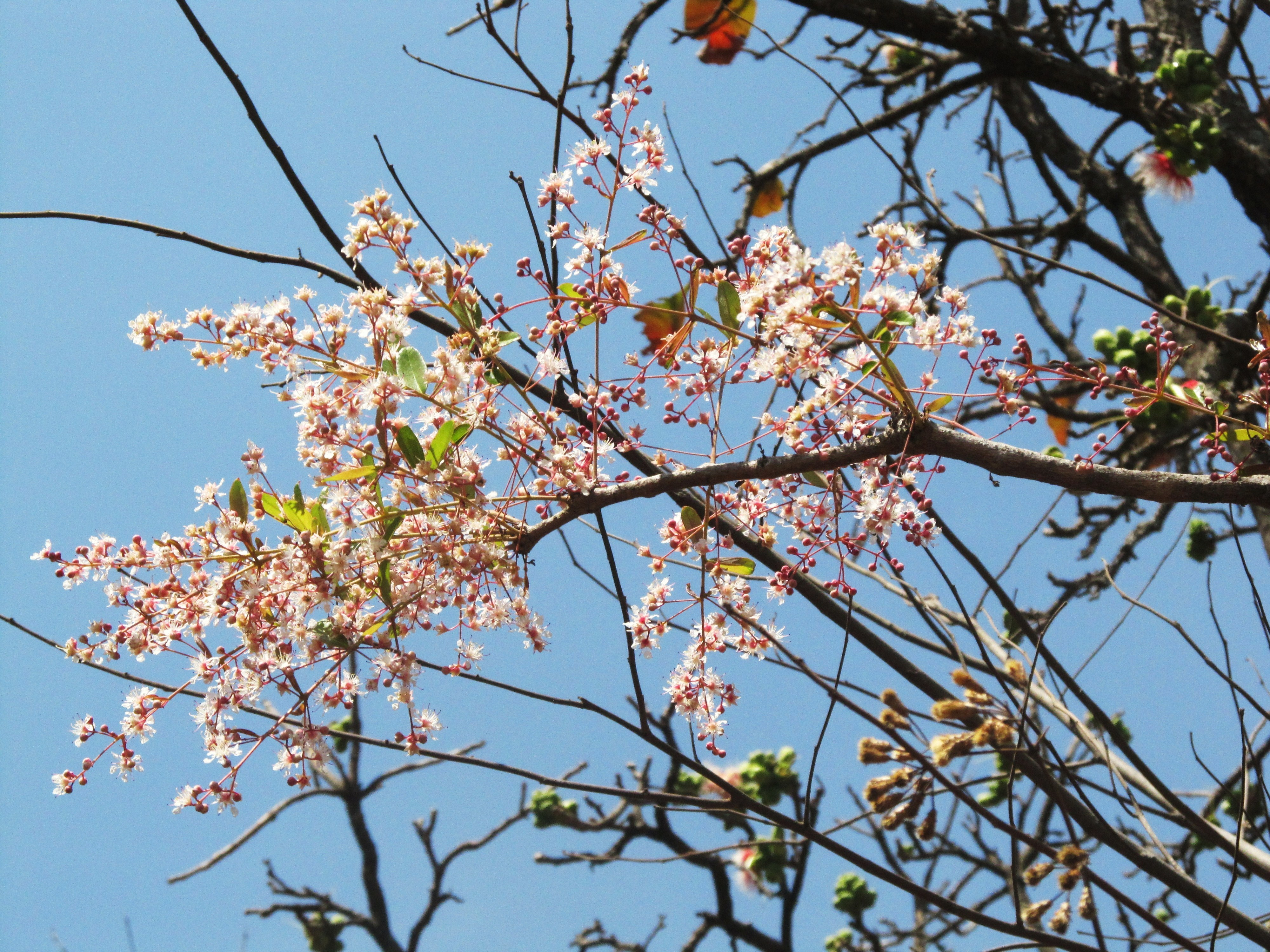
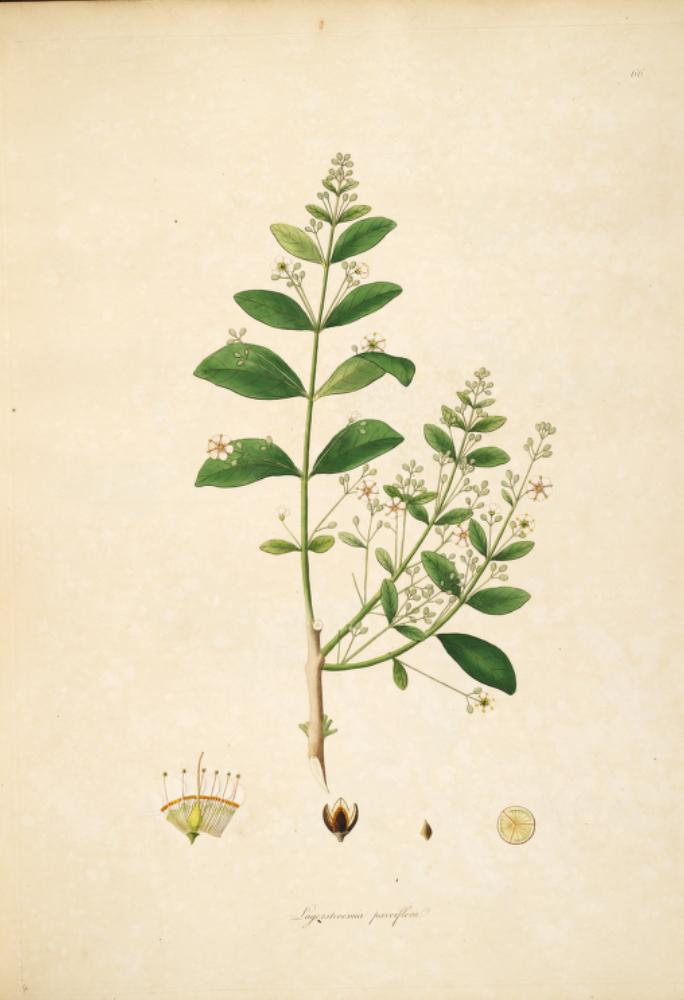